# Željeznička pruga Varaždin – Dalj
Željeznička pruga Varaždin – Dalj (često i Podravska magistrala) jednokolosječna je neelektrificirana regionala pruga duljine 250 km. Veći dio pruge prolazi kroz Podravinu, izravno povezujući dva najveća podravska grada Varaždin i Osijek. Pruga je od velikog značaja za putnički, ali i za teretni promet (drvo, poljoprivredno - prehrambeni proizvodi, luka Osijek).
| Dionica                 | Godina otvaranja |
| ----------------------- | ---------------- |
| Varaždin – Koprivnica   | 1937.            |
| Koprivnica – Virovitica | 1912.            |
| Virovitica – Slatina    | 1885.            |
| Slatina – Osijek        | 1895.            |
| Osijek – Dalj           | 1870.            |

## Galerija slika
- Kolodvor Koprivnica
- Kolodvor Osijek
- Nathodnik u Osijeku
- Kolodvor Slatina

## Vanjske poveznice
|  | Zajednički poslužitelj ima još gradiva o temi Željeznička pruga Varaždin – Dalj |

- Odluka o razvrstavanju željezničkih pruga Narodne novine br.3/2014.